# 東宝映画
東寶映畫株式會社（とうほうえいが、1937年8月26日創立 1937年9月10日 設立 - 1937年11月30日4社吸収合併 1943年12月10日 対等合併による会社名変更）は、かつて東京に存在した日本の映画会社である。第二次世界大戦前に阪急資本が設立した「東宝映画配給」を含めた4社が合併して設立、わずかの間にメジャー映画会社の一角となり、東宝の前身となったことで知られる。

## データ
- 所在地 東京市世田谷区砧（現在の東京都世田谷区成城1-4-1）

北緯35度38分1.60秒 東経139度36分17.66秒 / 北緯35.6337778度 東経139.6049056度

## 略歴・概要

### メジャー会社へ
1937年（昭和12年）8月26日、東京市世田谷区砧（現在の東京都世田谷区成城）にあったポストプロダクション「写真化学研究所」とその子会社の映画スタジオ「ピー・シー・エル映画製作所」（Photo Chemical Labより）、大澤善夫が立ち上げた京都の映画スタジオ「J.O.スタヂオ」（ゼー・オー・スタヂオ）と阪急の小林一三が前年に設立した東京の映画配給会社「東宝映画配給」の4社が合併して設立された。初代社長には、ピー・シー・エル映画製作所創立者の植村泰二が就任した。トーキーに特化した東西2つの映画スタジオをもち、東京・日比谷を中心とした興行網をもつ強力な会社ができたのである。当時の取締役は同盟通信社部員の樺山丑二で、国策石油会社理事長で大蔵省官僚の橋本圭三郎の娘婿であった。
この合併によって、旧ゼーオー・スタヂオは時代劇を製作する「東宝映画京都撮影所」（現存せず）へ、旧ピー・シー・エル映画製作所および旧写真化学研究所は現代劇を製作する「東宝映画東京撮影所」（現在の東宝スタジオ）と名称を変更、このデュアル・プロダクションによりさらに映画製作に力を入れた。
当時の「東宝映画東京撮影所」には、戦後「東洋一」と呼ばれるようになった巨大なNo.8およびNo.9ステージ（1955年3月完成）こそまだなかったが、同年5月に中型のNo.6およびNo.7ステージ、前年の1936年（昭和11年）4月に小型のNo.3およびNo.5ステージを建て、「ピー・シー・エル映画製作所」の当初よりもすでに拡充された設備をもっていた。「東宝映画」となって2年後の1939年（昭和14年）5月22日に本社を銀座7丁目大日本麦酒本社内に移転し、これに加えて1940年（昭和15年）3月に東宝映画第二撮影所（のちの新東宝撮影所、現在の東京メディアシティ）を建設・開所している。また、1941年（昭和16年）9月19日に東宝映画京都撮影所は閉鎖・売却され、同年10月24日には豊田四郎をメイン監督としたトーキー現代劇を製作していた東京発声映画製作所と南旺映画と大宝映画を合併、「東宝映画第三撮影所」（のちの新東宝第二撮影所、現在のオークラランド）とした。時代劇も東京でまかなえるようになった。
1942年（昭和17年）2月1日、映画産業の戦時統制により社団法人映画配給社が設立され、同社団社長に植村が就任したため、東宝映画社長を退任し、その席を副社長の大橋武雄に譲った。
1943年（昭和18年）8月30日に演劇・映画の興行を行う同系列の「株式会社東京宝塚劇場」と合併案をまとめ、同年12月10日に現在の「東宝株式会社」となった。なお、東宝の自社製作を行っていた「株式会社東宝映画」は、TOHOスタジオ株式会社の旧社名であるが（2020年に商号変更）、この会社は1971年（昭和46年）に東宝の製作部門を分社化して設立されたもので、当記事の会社とはまったく別の東宝連結子会社である。

## 役員
1. 植村泰二
  - 代表取締役社長（1937年8月26日～1942年2月14日）
2. 大橋武雄
  - 取締役（1937年8月26日～1937年9月10日）、専務取締役（1937年9月11日～1942年2月27日）、代表取締役社長（1942年2月28日より）
3. 大沢善夫
  - 取締役（1937年8月26日～1937年9月10日）、専務取締役（1937年9月11日～1942年2月27日）、代表取締役副社長（1942年2月28日より）
4. 森岩雄
  - 取締役（1937年9月11日～1942年2月27日）、常務取締役（1942年2月28日より）
5. 中俣正男
  - 監査役（1939年2月27日～1941年2月26日）、取締役（1941年2月27日～1942年2月27日）、常務取締役（1942年2月28日より）
6. 岡庄五
  - 取締役（1941年8月30日～1942年2月27日）、常務取締役（1942年2月28日より）
7. 増谷麟
  - 常務取締役（1937年9月11日より）
8. 吉岡重三郎
  - 監査役、取締役（1937年9月11日～1941年2月26日）
9. 池永三治
  - 監査役（1937年9月11日～1942年2月27日）、取締役（1942年2月28日より）
10. 小林中
  - 取締役（1937年9月11日より）
11. 樺山丑二
  - 取締役（1937年9月11日より）
12. 佐生正三郎
  - 取締役（1937年9月11日～1942年2月14日）
13. 金指英一
  - 取締役（1939年2月27日～1942年2月14日）
14. 川喜多長政
  - 取締役（1939年2月27日より）
15. 秦豊吉
  - 取締役（1941年2月27日より）
16. 植村金吾
  - 監査役（1937年9月11日～1939年10月3日）
17. 渋沢秀雄
  - 監査役（1937年9月11日より）
18. 大谷竹次郎
  - 監査役（1941年9月22日から1943年12月9日）
19. 福島茂富
  - 監査役（1937年9月11日より）
20. 山本為三郎
  - 監査役（1937年9月11日より）
21. 樺山丑二
  - 監査役（1941年2月27日より）
22. 上野奎司
  - 常務取締役、（1937年9月11日～1942年2月27日）、監査役（1942年2月28日より）
23. 小林一三
  - 相談役（1937年9月11日～1940年7月22日）
24. 植村澄三郎
  - 相談役（1937年9月11日～1941年1月17日）
25. 相馬半治
  - 相談役（1937年9月11日より）
26. 大沢徳太郎
  - 相談役（1937年9月11日～1942年5月20日）

## 撮影所
- 東宝映画京都撮影所 （旧J.O.スタヂオ、1937年 改称 - 1941年 閉鎖・売却、現DNPテクノパック関西）
- 東宝映画東京撮影所 （旧ピー・シー・エル映画製作所および旧写真化学研究所、1937年 改称 - 現東宝スタジオ）
- 東宝映画第二撮影所 （1939年 開所 - 1946年 新東宝撮影所と改称、現東京メディアシティ）
- 東宝映画第三撮影所 （旧東京発声映画、1941年 改称 - 1947年 新東宝第二撮影所と改称、現オークラランド）

## 関連事項
- 写真化学研究所 - ソニーPCL （増谷麟、植村泰二）
- ピー・シー・エル映画製作所 （森岩雄）
- 大沢商会 - J.O.スタヂオ （大澤善夫）
- 東京宝塚劇場 (企業)、東宝映画配給 （小林一三）
- 東京発声映画 （豊田四郎）
- 東宝 - 東宝スタジオ
- 南旺映画
- 東宝映画 (曖昧さ回避)

## 註
1. 1 2 3  植村泰二邸、藤田真男、slowtrain.org、2009年10月11日閲覧。
2. ↑  「『ゴジラ』企画から公開後まで 特撮と怪獣映画小史」『別冊映画秘宝 初代ゴジラ研究読本』洋泉社〈洋泉社MOOK〉、2014年8月24日、22頁。ISBN 978-4-8003-0452-0。
3. 1 2  東京地判 平成20(ワ)6849 損害賠償請求事件 著作権 民事訴訟、最高裁判所、2009年10月11日閲覧。
4. 1 2  東宝映像美術公式サイト内の「会社案内 Archived 2008年12月10日, at the Wayback Machine.」の「沿革」の項の記述を参照。
5. 1 2  東宝特撮映画全史 1983, p. 82, 「東宝特撮映画作品史 前史」
6. ↑  東宝スタジオ公式サイト内の「ヒストリー」の記述を参照。
7. ↑  東宝公式サイト内の「東宝株式会社 IR情報 会社略歴」「会社の沿革 - 会社情報｜東宝WEB SITE」（2009年10月11日閲覧・左記訂正）の記述を参照。